# Ensenada Haydn
La ensenada Haydn es una ensenada cubierta de hielo que se encuentra en la costa oeste de la isla Alejandro I de la Antártida, entre el piedemonte de hielo Mozart y el piedemonte de hielo Händel. La ensenada Schubert se encuentra al sur y las montañas Lassus están inmediatamente al norte. La ensenada tiene 27 millas náuticas (50 kilómetros) de largo y 12 millas náuticas (22 kilómetros) de ancho en la boca, estrechándose hacia la cabeza. Fue observada desde el aire y cartografiada por primera vez por la Expedición de Investigación Antártica de Ronne entre 1947 y 1948. Derek J.H. Searle, de la British Antarctic Survey, replanteó su cartografía en 1960. El Comité de Topónimos Antárticos del Reino Unido le dio su nombre en honor al compositor Joseph Haydn.